# Malcoha rouverdin
Phaenicophaeus curvirostris
Espèce
Statut de conservation UICN

 LC  : Préoccupation mineure
Synonymes
- Zanclostomus curvirostris

Le Malcoha rouverdin (Phaenicophaeus curvirostris) est une espèce d'oiseau de la famille des Cuculidae.

## Répartition
Son aire de répartition s'étend sur la Birmanie, la Thaïlande, la Malaisie, Brunei, l'Indonésie et les Philippines.

## Sous-espèces
Cet oiseau est représenté par six sous-espèces :
- Phaenicophaeus curvirostris curvirostris (Shaw, 1810) ;
- Phaenicophaeus curvirostris deningeri (Stresemann, 1913) ;
- Phaenicophaeus curvirostris harringtoni (Sharpe, 1877) ;
- Phaenicophaeus curvirostris microrhinus (Berlepsch, 1895) ;
- Phaenicophaeus curvirostris oeneicaudus (J. Verreaux & E. Verreaux, 1855) ;
- Phaenicophaeus curvirostris singularis (Parrot, 1907).